# Villa Mazzucchelli

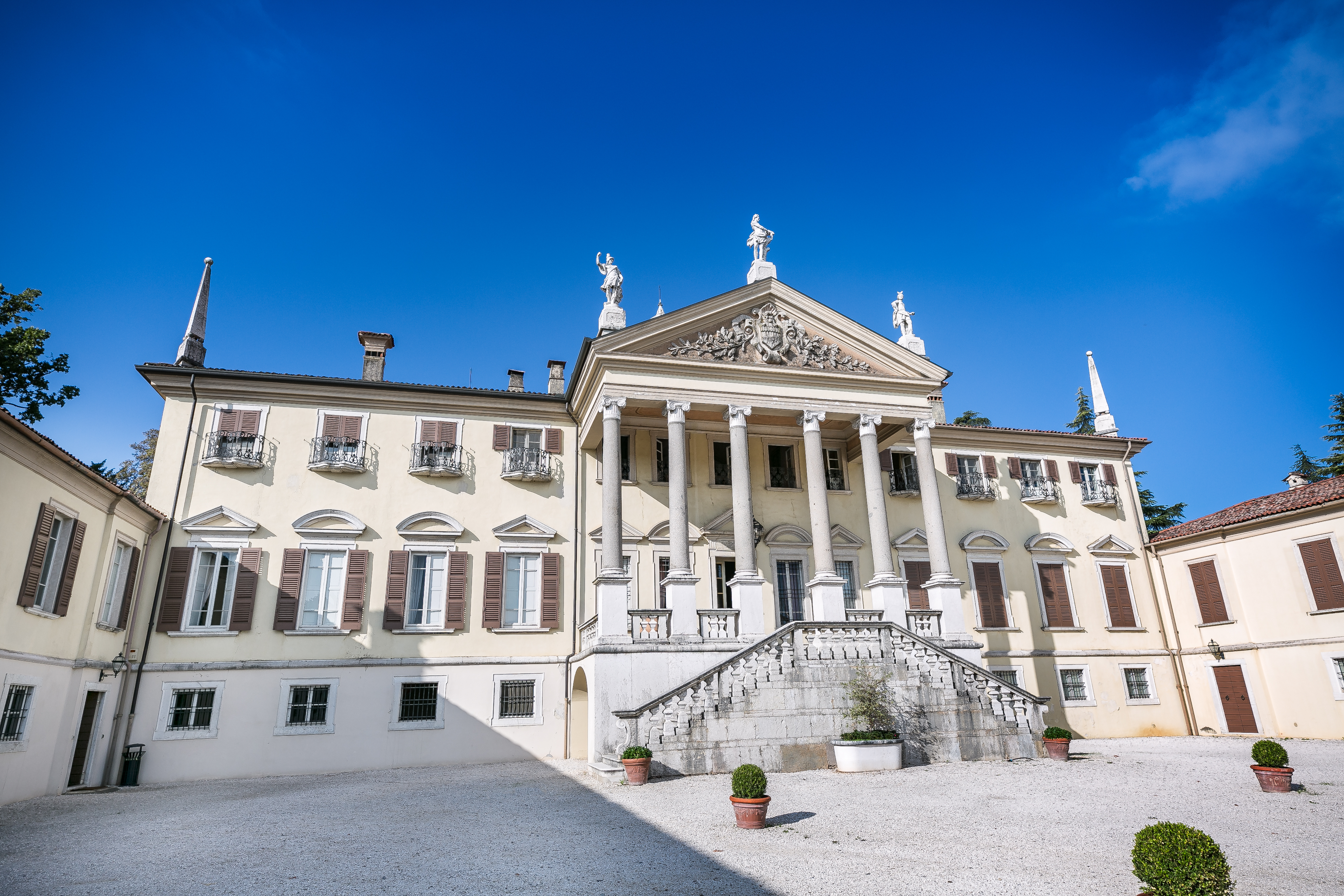

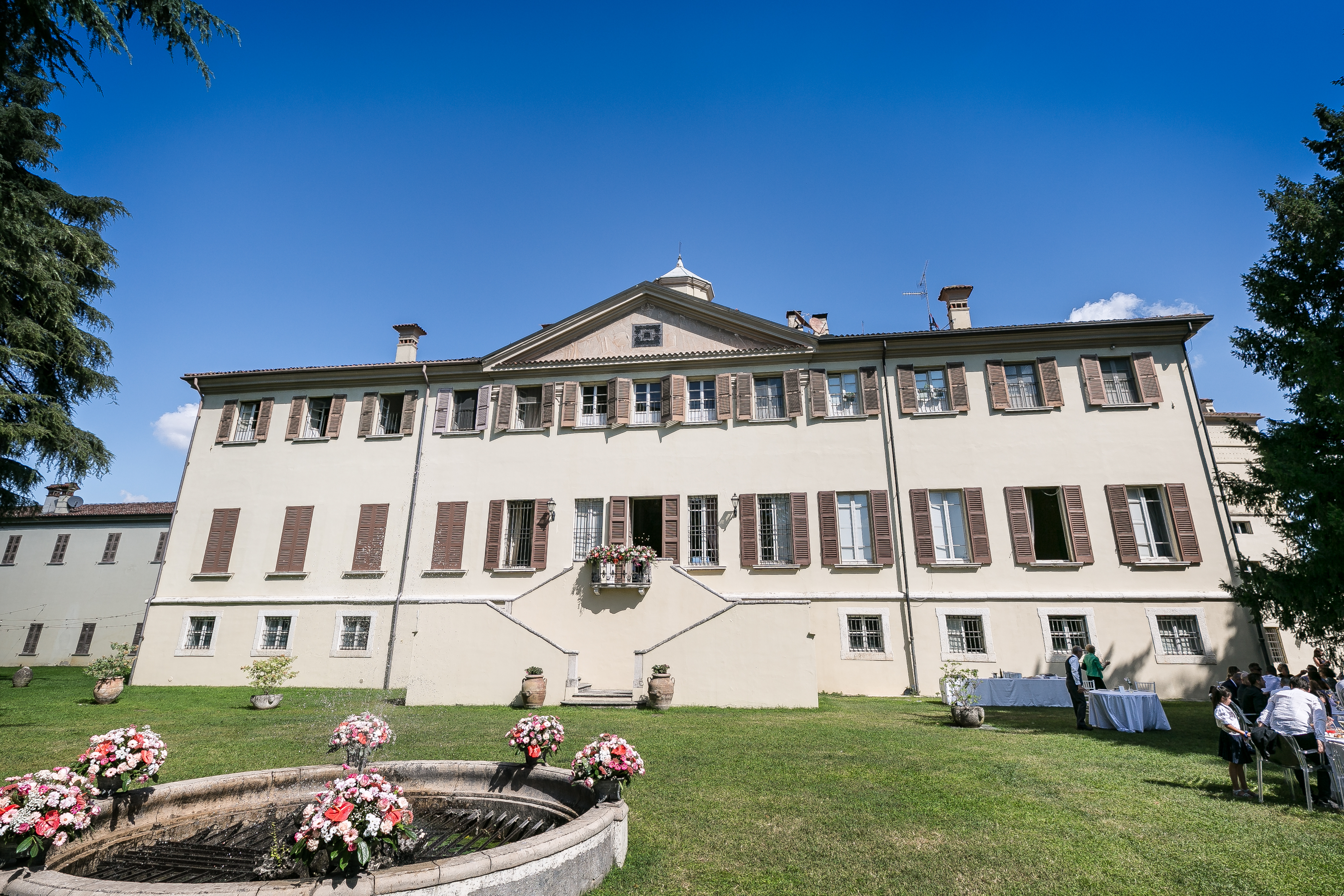

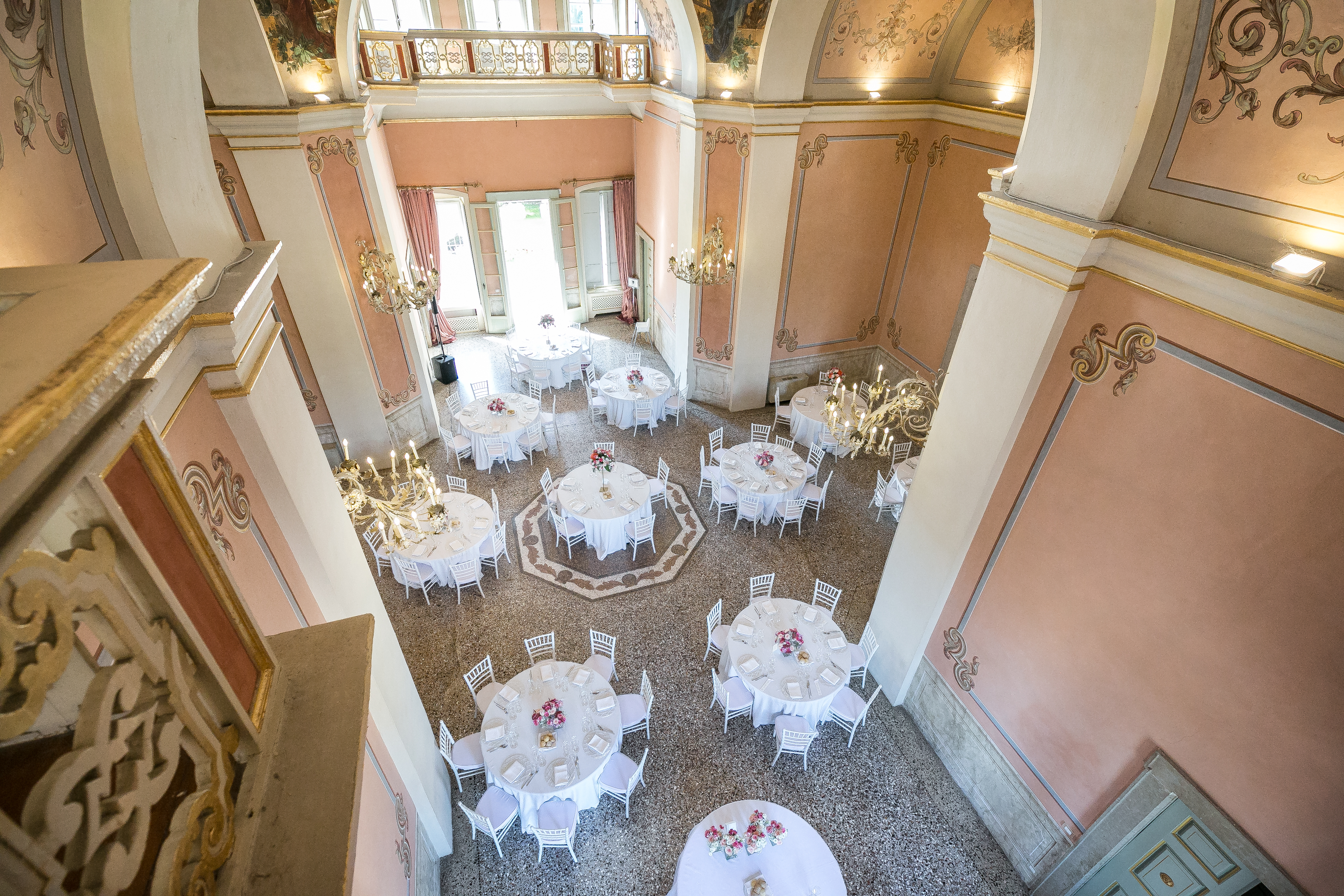

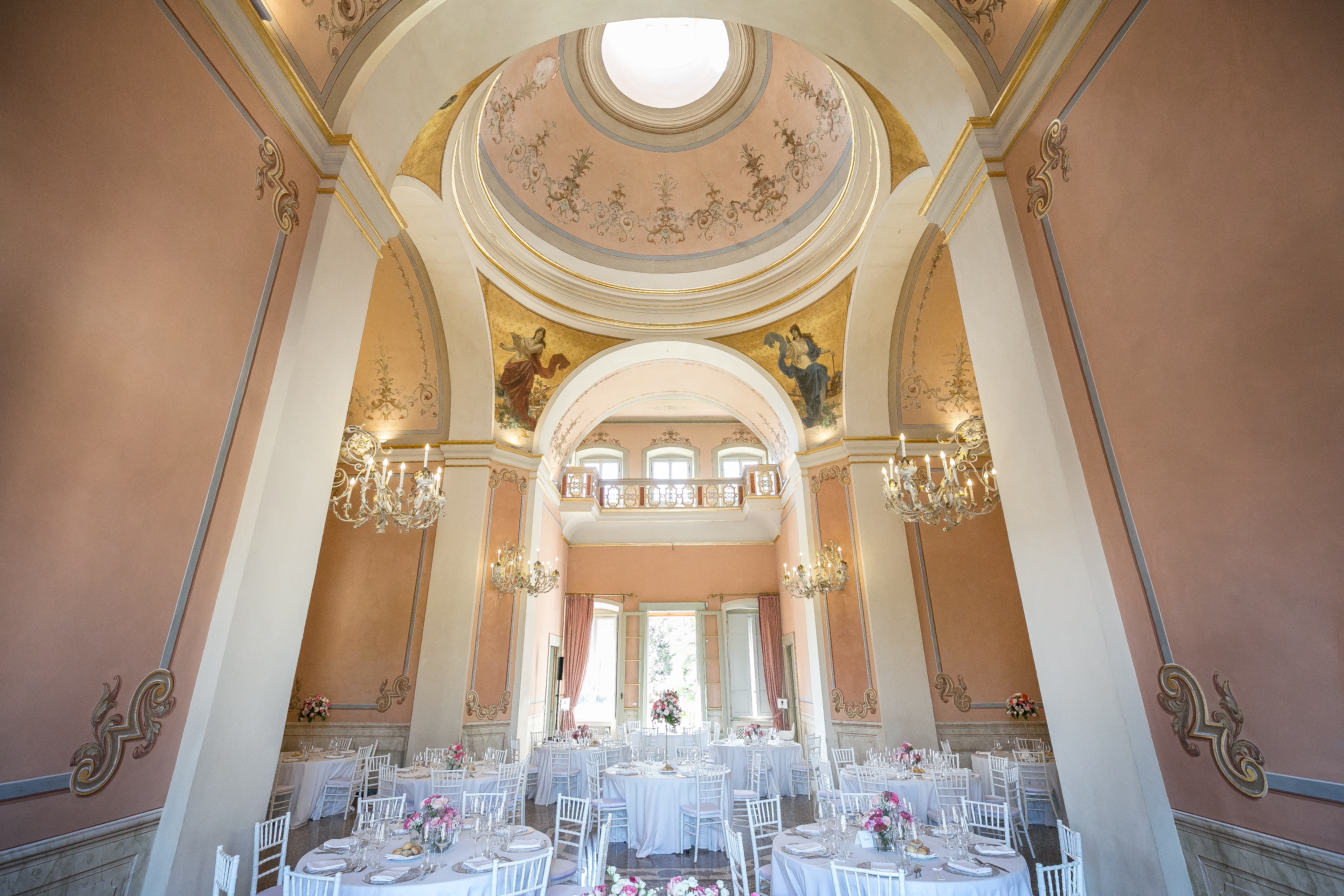

Villa Mazzucchelli è uno storico edificio del XVIII secolo situato a Ciliverghe, frazione del comune di Mazzano in provincia di Brescia.

## Storia
La villa, in stile neopalladiano, fu edificata dal 1741 al 1753 da Giorgio Massari per conto di Giammaria Mazzuchelli come luogo di villeggiatura della  famiglia nobile bresciana dei Mazzucchelli. Successivamente Ettore Mazzuchelli, fratello di Giammaria, annesse al complesso originario un oratorio dedicato a san Carlo. La Villa, dichiarata monumento nazionale, si trova a Ciliverghe di Mazzano in una posizione strategica tra Brescia e il Lago di Garda. Essa è la testimonianza di una forte influenza palladiana e si propone come prodotto intermedio fra le due aree culturali, quella lombarda e quella veneta. 

## Descrizione
La struttura presenta una pianta a "U" con due ali molto estese. La parte centrale è decorata da un pronao elevato sopra un basamento e composto da sei antiche colonne provenienti dalla basilica di San Pietro de Dom di Brescia. Il timpano di coronamento racchiude lo stemma Mazzucchelli e ai suoi vertici sono poste tre statue di marmo raffiguranti Apollo, Minerva e Diana. 
La parte centrale con pianta a croce greca è composta da un ampio salone, una grande cupola ed ali voltate a botte; le ali traverse del salone ospitano altri due ambienti disposti in modo simmetrico. I due saloni sono collegati a loro volta a sale di pianta rettangolare più piccole. L'impianto centrale della villa è un esplicito riferimento alla cultura architettonica veneta mescolata alla tradizione locale che sottolinea lo status sociale della famiglia Mazzucchelli.
Il soffitto del salone principale fu affrescato da Francesco Savanni e raffigura Gastone di Foix e i Mazzucchelli mentre trattano la pace a Verona (1755). La scena illustra in forma allegorica una polemica letteraria tra Brescia e Verona. Nell'affresco Brescia è seduta su un alto cocchio che funge da trono mentre Scipione Maffei trattiene Verona dal renderle omaggio. All'interno delle sale sono presenti affreschi di vario genere come per esempio la rappresentazione della morte di Tebaldo Brusato, il quale venne brutalmente ucciso durante l'assedio di Brescia nel 1311 per ordine dell'imperatore Enrico VII. 

## La Villa oggi
Oggi Villa Mazzucchelli, grazie anche al parco di sei ettari che la circonda, è una location utilizzata per l'organizzazione di eventi pubblici e privati. Essa al suo interno ospita:
- Casa museo Gianmaria Mazzucchelli[8]
- Museo del vino e del cavatappi[9]
- Museo della donna[10]
- Pinacoteca Giuseppe Alessandra[11]